# مصطفی طاری
مصطفی طاری با نام تولدِ مصطفی کامران‌فرد (زادهٔ ۱۳۲۴ در تهران) بازیگر اهل ایران است.

## آثار

### سینما
| تولید | عنوان            | نقش | کارگردان          | توضیحات |
| ----- | ---------------- | --- | ----------------- | --- |
| ۱۳۵۱  | تجربه            |     | عباس کیارستمی     | |
| ۱۳۵۳  | مسافر            |     | عباس کیارستمی     | |
| ۱۳۵۳  | غبارنشین‌ها       |     | داوود روستایی     | |
| ۱۳۵۶  | گزارش            |     | عباس کیارستمی     | |
| ۱۳۵۶  | سلام تهران       |     | داریوش کوشان      | |
| ۱۳۵۶  | خشم الهی         |     | عزیزالله رفیعی    | |
| ۱۳۵۹  | کرکس‌ها می‌میرند   |     | جمشید حیدری       | |
| ۱۳۵۹  | از فریاد تا ترور |     | منصور تهرانی      | |
| ۱۳۶۳  | شب مکافات        |     | فرامرز باصری      | |
| ۱۳۶۴  | عیاران و طراران  |     | سعید نادری        | |
| ۱۳۶۴  | پلاک             |     | ابراهیم قاضی زاده | |
| ۱۳۶۴  | آوار             |     | سیروس الوند       | |
| ۱۳۶۵  | جدال در تاسوکی   |     | فرامرز قریبیان    | |
| ۱۳۶۵  | بی‌پناه           |     | علیرضا داوودنژاد  | |
| ۱۳۶۶  | جنگل‌بان          |     | منوچهر حقانی پرست | |
| ۱۳۶۶  | بهار در پاییز    |     | مهدی فخیم زاده    | |
| ۱۳۶۸  | خواستگاری        |     | مهدی فخیم زاده    | |
| ۱۳۷۱  | از بلور خون      |     | جمشید عندلیبی     | |
| ۱۳۷۹  | انتظار           |     | محمد نوری زاد     | |
| ۱۳۸۲  | هم‌نفس            |     | مهدی فخیم زاده    | |
| ۱۳۸۷  | چهره به چهره     |     | علی ژکان          | |
| ۱۳۸۸  | چاله             |     | علی کریم          | در شصت و ششمین دوره جشنواره فیلم ونیز در هفته منتقدین و به عنوان فیلم اختتامیه به نمایش درآمد و در سال ۱۳۸۸ با اینکه تنها نماینده رسمی از سینمای ایران در شصت و ششمین دوره جشنواره فیلم ونیز در همان سال بود در جشنواره فجر پذیرفته نشد. |
| ۱۳۸۹  | خاک و آتش        |     | مهدی صباغ‌زاده     | |
| ۱۳۹۰  | دوازده صندلی     |     | اسماعیل براری     | |
| ۱۳۹۲  | نازنین           |     | مهدی گلستانه      | |

### تلویزیون
| تولید                    | عنوان             | نقش                                              | کارگردان           | توضیحات |
| ------------------------ | ----------------- | ------------------------------------------------ | ------------------ | ------- |
| ۱۳۶۳                     | بار دیگر زندگی    |                                                  | علاءالدین رحیمی    |         |
| ۱۳۷۰                     | جستجو             |                                                  | محمدرضا ممجد       |         |
| ۱۳۷۳                     | فاصله             |                                                  | علی‌اکبر محلوجیان   |         |
| ۱۳۷۴                     | عیاران            |                                                  | کاظم بلوچی         |         |
| ۱۳۷۵                     | سوخته‌دلان         |                                                  | بهروز طاهری        |         |
| ۱۳۷۸                     | تفنگ سرپر         |                                                  | محمود فلاح         |         |
| ۱۳۸۱                     | سفر سبز           |                                                  | محمدحسین لطیفی     |         |
| ۱۳۸۲                     | معصومیت ازدست‌رفته | شمر                                              | داوود میرباقری     |         |
| ۱۳۸۳                     | هم‌نفس             |                                                  | مهدی فخیم زاده     |         |
| ۱۳۸۶                     | در چشم باد        |                                                  | مسعود جعفری جوزانی |         |
| ۱۳۸۸                     | مختارنامه         | عمرو بن حُرَیث (بن حُرَیث) فرمانده اموی شرطه‌های کوفه | داوود میرباقری     |         |
| ۱۳۸۹                     | قفسی برای پرواز   |                                                  | یوسف سیدمهدوی      |         |
| ۱۳۹۰                     | چهار چرخ          |                                                  | جواد مزدآبادی      |         |
| ۱۳۹۲                     | دروازه بهشت       |                                                  |                    |         |
| ۱۳۹۲                     | اولین انتخاب      |                                                  | مهدی صباغ‌زاده      |         |
| ۱۳۹۲                     | شاهگوش            | شمل(زندانی)                                      | داوود میرباقری     |         |
| سلمان فارسی(در حال ساخت) |                   |                                                  |                    |         |

### نمایش خانگی
| تولید | عنوان      | نقش      | کارگردان       | توضیحات |
| ----- | ---------- | -------- | -------------- | ------- |
| ۱۳۹۰  | ساخت ایران | پدر غلام | محمدحسین لطیفی |         |